# Amphiesma nicobariense
Amphiesma nicobariense este o specie de șerpi din genul Amphiesma, familia Colubridae, descrisă de Sclater 1891. Conform Catalogue of Life specia Amphiesma nicobariense nu are subspecii cunoscute.